# Melanostatyna
Melanostatyna – organiczny związek chemiczny, hormon produkowany przez podwzgórze. Tripeptyd złożony z trzech końcowych aminokwasów oksytocyny (Pro-Leu-Gly-NH2). Hamuje uwalnianie melanotropiny. Biologiczny okres półtrwania we krwi po dożylnym podaniu u człowieka wynosi ok. 2 min.